# Proceso Williams

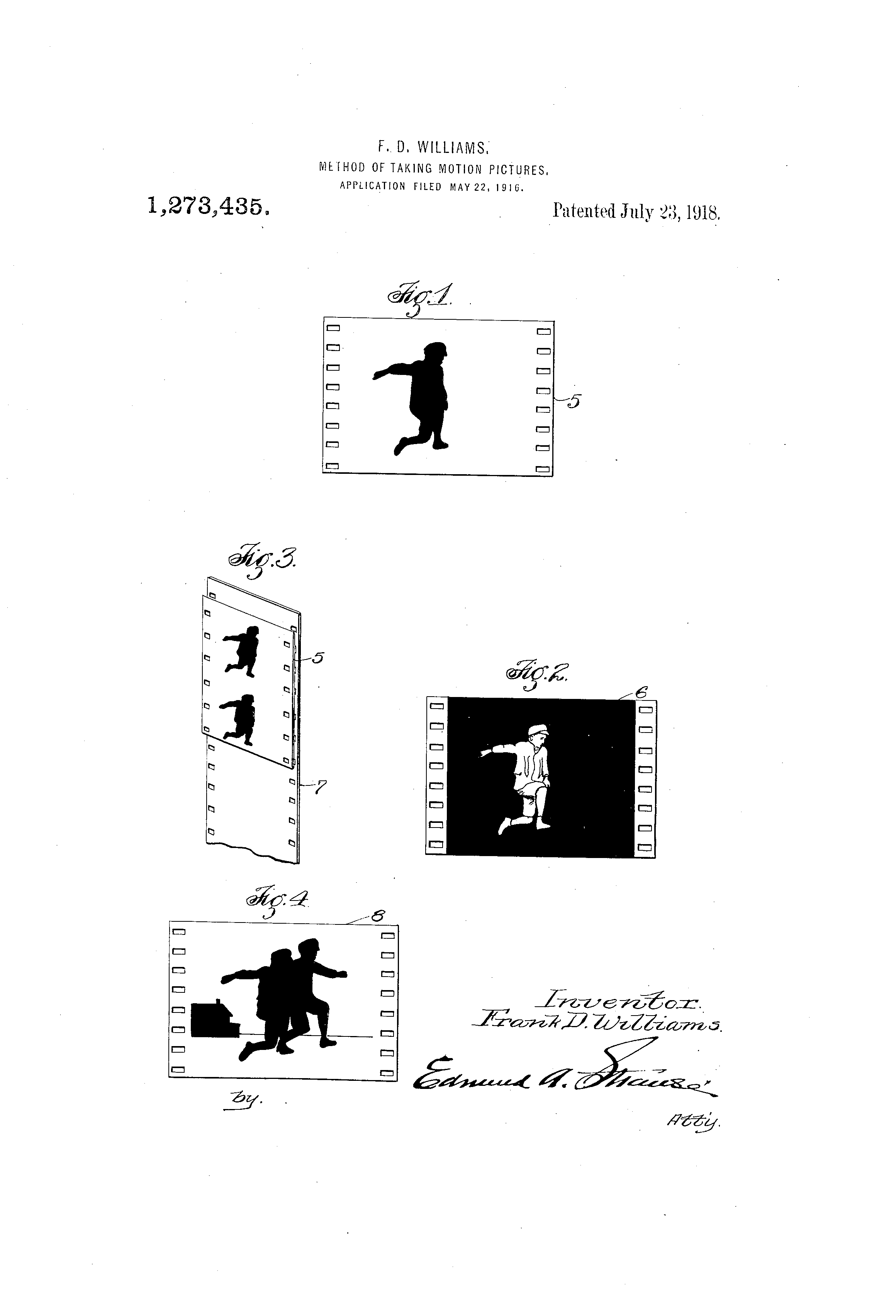
Patente realizada por Frank D. Williams. Observamos los diferentes pasos del proceso Williams.

El proceso Williams o Williams double matting process es una técnica de creación de mattes o máscaras en movimiento patentada por el director de fotografía americano Frank D. Williams en 1918. A diferencia de las técnicas de mattes anteriores, permitía captar los actores en movimiento e incorporarlos en fondos grabados de manera separada.
Gracias a su invención, Williams pudo fundar su propio laboratorio cinematográfico, el Frank Williams Studio o Frank Williams Laboratories dedicado a la realización de efectos especiales de todo tipo, y donde trabajaron figuras tan relevantes para la industria de los efectos especiales como John P. Fulton.

## Origen[6]
Frank Williams empezó a trabajar en su proyecto el 1912 en condiciones precarias: alternaba épocas trabajando como cámara para reunir ahorros, y otros en las que se dedicaba a su proyecto —a menudo en el lavabo del lugar donde vivía en el momento. Intentó utilizar el proceso Williams por primera vez el 1912, mientras trabajaba como cámara para el director Mack Sennett; pero falló. Las inexactitudes de las cámaras e impresoras del momento, junto con el celuloide que se utilizaba entonces, imposibilitaron este primer intento. Aun así, Williams persistió, y el 1917 recibió la ayuda del productor Adoplh Zukor —que le cedió un espacio en el que trabajar en su laboratorio. A pesar de todo, los problemas que tenía el 1912 no se habían resuelto y también falló.
No fue hasta el 1922, en la producción de Wild Honey, que Williams tuvo éxito. Gracias a la mejor calidad de celuloide, el uso del trípode y una impresora especial, finalmente el proceso Williams funcionó. Esta impresora —fabricada por el mismo Frank Williams— presentaba una precisión de una diezmilésima parte de una pulgada, y, según los planos, costó 18000 dólares de la época.

## Funcionamiento
El proceso se basaba en las propiedades del celuloide. Primero se grababa los actores sobre un fondo negro —aunque más tarde se trabajó con fondos blancos y azules— y se imprimía el material filmado sobre película de alto contraste varias veces hasta conseguir una copia —denominada holdout matte— que mostrara la silueta de la persona de color negro y el fondo, blanco. De esto se realizaba  una copia inversa, con la silueta en blanco y el fondo negro, conocida como cover matte. Al unirse el holdout matte con la grabación del fondo deseado, la imagen quedaba imprimida sobre las zonas blancas, manteniendo virgen la parte negra de la silueta. A continuación, se imprimía la película original con la grabación de la actuación sobre el nuevo material (con el nuevo fondo ya unido y la silueta todavía negra). Uniendo el cover matte se conseguía revelar sólo en la zona blanca, que en este caso era la silueta del actor, para conseguir la copia final.
Durante mucho tiempo este fue el único sistema práctico de realización de mattes en movimiento, pero comportaba algunos problemas. El gran número de copias que se tenían que hacer de la película provocaban un efecto de halo muy inconveniente. Además, pese a que el proceso era muy conveniente para películas a color, era bastante poco convincente en blanco y negro.

## Uso
La técnica fue utilizada por primera vez a la película Wild Honey en 1922 con la ayuda del director de arte de los estudios Universal, Elmer Sheeley. También se utilizó en Amanecer, del director expresionista alemán F.W. Murnau, en 1927. Más tarde, debido a su popularización, el proceso Williams se empleará en películas como El mundo perdido, King Kong, Ben Hur, o El hombre invisible, donde tuvo una especial importancia.

### El hombre invisible[13]
La película de The Invisible Man —dirigida en 1933 por James Whale y basada en la novela homónima de H. G. Wells— presentaba un gran reto en cuanto a efectos especiales: hacer invisible alguien. Para ello se formó un gran equipo, dirigido por John P. Fulton —jefe del departamento de efectos especiales de Universal y antiguo aprendiz de Frank Williams— que también trabajó en la película. Para hacer invisible a Claude Rains, el actor principal, utilizaron el proceso Williams, junto con el stop-motion y cables. Además, en la posproducción se tuvo que retocar manualmente más de 60.000 fotogramas para borrar cualquier defecto que pudiera revelar el trucaje.

Un año después del estreno de la película, John P. Fulton escribió esto sobre la grabación de The Invisible Man:
Utilizábamos un set completamente negro —con terciopelo negro en las paredes y el suelo, para que fuera lo más antireflector posible—. El actor iba vestido de pies a cabeza con medias negras de terciopelo, guantes negros y una especie de casco negro. Encima, llevaba la ropa que se necesitaba [parar la escena a grabar]. Esto nos permitía ver la ropa, sin el cuerpo, moviéndose sobre la oscuridad. Este negativo se imprimía y un duplicado intensificado [de alto contraste] nos servía para realizar mattes. Entonces, con una impresora normal, procedíamos a hacer la composición: primero imprimíamos el positivo del fondo y la acción normal, utilizando el matte del negativo intensificado para enmascarar las zonas donde se tenía que mover la ropa del hombre invisible. Después imprimíamos otra vez, utilizando el matte positivo para proteger el área ya impresa y revelar la ropa en movimiento del negativo "trucado". 
Es decir, el actor principal y el fondo eran cubiertos de material negro antirreflector —terciopelo— y encima de esta primera capa, Rains debía llevar la ropa del personaje. Esta grabación se uniría con la del fondo —realizada de manera independiente— pero primero se requería un holdout matte: la copia de alto contraste que nos mostraría el fondo y el cuerpo del actor negros, dejando blanca solo la ropa deseada. Después, a partir del holdout matte se hacía una copia inversa, el cover matte, con la ropa de color negro y el fondo blanco. Entonces había que unir el holdout matte con la grabación normal (con el fondo, objetos y otros actores) para que sólo se imprimiera en las zonas blancas: el fondo y el cuerpo cubierto del actor. Finalmente, se utilizaba el cover matte para cubrir la película impresa y revelar sólo la ropa moviéndose sola para conseguir la escena definitiva.

## Evolución
Pese a que la técnica de Williams superaba los mattes con cristales de Norman Dawn —director de The Great Train Robbery— pronto apareció un adelanto superior: el proceso Dunning o Dunning-Pomeroy Self Matting Process, patentado el 1927.
El proceso Dunning aprovechaba las características de la película pancromática, que se ve en blanco y negro pero es sensible a todos los colores. Así pues, las imágenes se grababan de la siguiente manera: el fondo se mantenía de color azul, mientras los elementos a mantener en primer plano eran iluminados con luz amarilla-anaranjada. De este modo, usando la separación por color, se creaba un matte de la zona naranja. A continuación, se unía cargando ambos carretes en la misma cámara o en una impresora óptica con la grabación del fondo, tintada del mismo tono amarillo anaranjado.
Más adelante, apareció la retro-proyección o proyección trasera (rear projection o process shooting) para cubrir esta misma necesidad. A pesar de que el método existía ya antes de los años 30, no fue hasta aquel momento que se pudo sistematizar gracias a las mejoras técnicas. El primer método de rear projection era una técnica de animación patentada por Willis O'Brien el 1933. Esta consistía en proyectar fotograma a fotograma la película con la acción grabada sobre un cristal o pantalla translúcida, mientras delante se animaban las maquetas. Este proceso se perfeccionaría en la producción de King Kong del 1933 con la ayuda de Sindey Saunders —jefe del departamento de pintura de la RKO—, que fabricó una pantalla de celulosa especial para evitar defectos en la imagen, y Linwood Dunn —cocreador de la impresora óptica Acme-Dunn.
Otra variante de la rear projection era la que surgió con el boom del cine sonoro y la consiguiente necesidad de grabar en estudios. El planteamiento era similar: los actores eran grabados actuando mientras el fondo pregrabado era proyectado sobre una pantalla. Hasta entonces, este método no había sido útil porque hacían falta proyectores potentes que se pudieran coordinar con las cámaras para evitar problemas en la proyección. Una gran contribución fue el proyector de tres cabezas inventado por Farciot Edouart —jefe del departamento de transparencias y posteriormente de efectos especiales de Paramount— e instaurado a finales de los años 30.
Finalmente, el último invento basado en el proceso Williams fue el sodium vapor process o yellow screen, desarrollado por Petro Vlahos en 1964 para la producción de Mary Poppins de Disney, y posteriormente perfeccionado por Ub Iwerks. Éste consistía en posicionar los actores sobre un fondo blanco iluminado por lámparas de vapor de sodio, que emitan una longitud de onda muy característica (de 589,3 nm). Utilizando un prisma especial, el material grabado se separaba de la siguiente manera: los actores eran capturados en la película a color, mientras el fondo se imprimía sobre una en blanco y negro, creando un matte a invertir antes de unir todas las capas. Aun así, dado que Disney era el único propietario de los materiales necesarios para llevar a cabo esta técnica (el prisma, las luces, los técnicos, etc.) y que el proceso de por sí era tedioso y complejo, acabó siendo substituido por la tecnología refinada de la pantalla azul.